# Сидорівщина
Сидо́рівщина — село Миргородського району Полтавської області. Населення станом на 2001 рік становило 71 особу. Входить до Білоцерківської сільської об'єднаної територіальної громади з адміністративним центром у с. Білоцерківка.

## Географія
Село Сидорівщина знаходиться за 4 км від правого берега річки Псел. Примикає до села Морозівщина. По селу протікає пересихаючий струмок із загатою. Поруч проходить автомобільна дорога М03.
Віддаль до селища Велика Багачка — 19 км. Найближча залізнична станція Сагайдак — за 27 км.

## Історія
Село Красногорівка виникло в другій половині XIX ст. як хутір Білоцерківської волості Хорольського повіту Полтавської губернії.
За переписом 1900 року хутір Сидорівщина Білоцерківської волості Хорольського повіту Полтавської губернії входив до Білоцерківської козацької громади. Він мав 34 двори, 233 жителя.
У 1912 році в хуторі Сидорівщина було 536 жителів.
У січні 1918 року в селі розпочалась радянська окупація.
Станом на 25 лютого 1926 року Сидорівщина належала до Красногорівської сільської ради Білоцерківського району Полтавської округи, після розформування району увійшла до складу новоутвореного Великобагачанського району.
У 1932–1933 роках внаслідок Голодомору, проведеного радянським урядом, у селі загинуло 7 мешканців. Збереглися свідчення про Голодомор місцевих жителів, серед яких Мосякова О. С. (1925 р. н.), Рибальченко В. П..
З 14 вересня 1941 по 22 вересня 1943 року Сидорівщина була окупована німецько-фашистськими військами.
Село входило до Білоцерківської сільської ради Великобагачанського району.
13 серпня 2015 року шляхом об'єднання Балакліївської, Білоцерківської, Бірківської та Подільської сільських рад Великобагачанського району була утворена Білоцерківська сільська об'єднана територіальна громада з адміністративним центром у с. Білоцерківка.

## Населення

### Мова
Розподіл населення за рідною мовою за даними перепису 2001 року:
| Мова       | Кількість | Відсоток |
| ---------- | --------- | -------- |
| українська | 70        | 98.59%   |
| російська  | 1         | 1.41%    |
| Усього     | 71        | 100%     |

## Відомі люди
- В селі народився Сидоренко Михайло Федорович (1902–1989) — вчений-садівник, автор і співавтор 37 сортів персика, директор Мелітопольської дослідної станції садівництва, Герой Соціалістичної Праці (1971)